# 1001
1001 (MI) var ett normalår som började en onsdag i den julianska kalendern.

## Händelser

### Okänt datum
- Stefan I enar ungrarna i ett rike.
- Den engelske kungen Edvard Martyren kanoniseras.
- Den franske kungen Robert II gifter sig med Constance Taillefer d'Arles, vilket blir hans tredje äktenskap.
- Khmerkungen Jayavarman V efterträds av Udayadityavarman I och/eller Suryavarman I.
- Otto III, tysk-romersk kejsare, låter öppna Karl den stores valv. (se Katedralen i Aachen).

## Födda
- Nikeforos III, bysantinsk kejsare.
- Duncan I av Skottland.
- Fujiwara no Teishi, japansk kejsarinna
- Wallada bint al-Mustakfi, andalusisk poet.

## Avlidna
- 26 augusti – Johannes XVI, motpåve 997–998.
- 17 november – Elfrida, drottning av England från 964 eller 965 till 975 (gift med Edgar den fredlige) (död detta år eller 999 eller 1000)